# Кетени

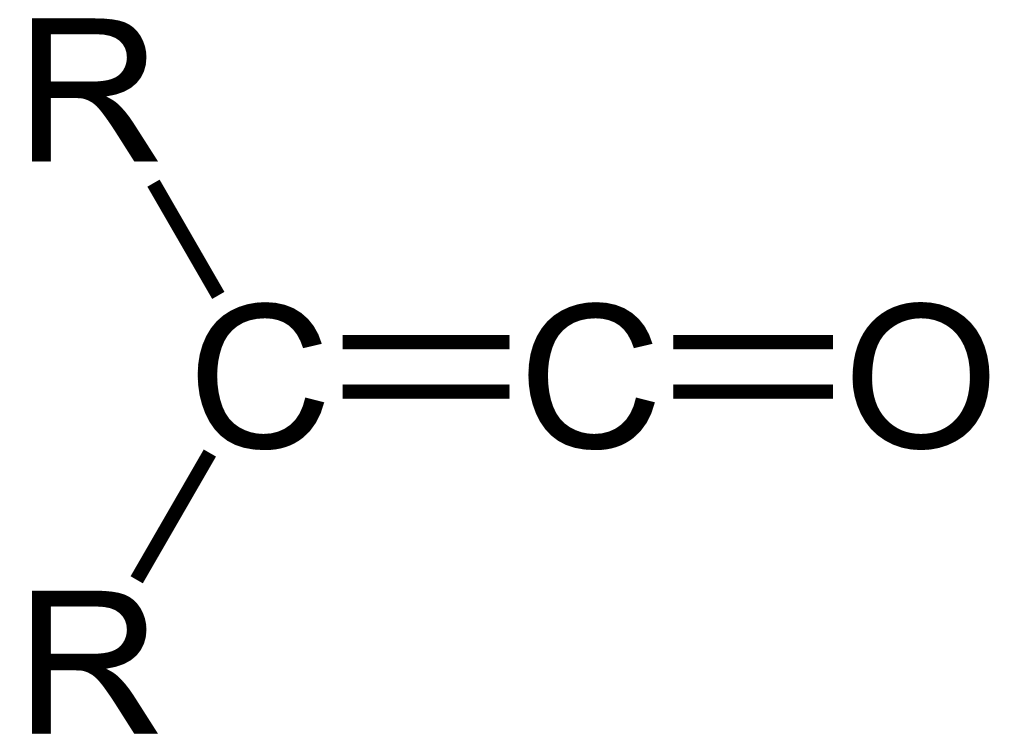
Загальна структура для кетенів

Кете́ни (англ. ketenes) — хімічні сполуки, в яких карбонільна група приєднана подвійним зв'язком до алкаліденової групи: R2C=C=O. Тобто вони містять групу з кумульованими С=С та С=О зв'язками.
Якщо один із замісників є атомом H, сполука є альдокетеном, якщо обидва є органічними залишками — кетокетеном.

## Фізичні властивості
Етенон і пропенон — гази при кімнатній температурі. Інші кетени — рідини або тверді речовини від жовтого до червоно-коричневого кольору.

## Хімічні властивості
Кетени легко приєднують нуклеофільні реагенти (спирти, аміни), утворюючи відповідні похідні карбонових кислот (або саму карбонову кислоту, якщо нуклеофілом є вода). 

При реакції з водою утворюється відповідна карбонова кислота
При реакції зі спиртами утворюються естери
При реакції з амінами утворюються аміди
При реакції з карбоновими кислотами утворюються ангідриди

Загальна схема:
{\displaystyle {\ce {RR'C=C=O + NuH -> [RR'C=CNu-OH] -> RR'CH-C(O)Nu}}}
Кетени вступають у реакції (2+2)-циклоприєднання. При цьому карбонільний атом вуглецю з кетену приєднується до нуклеофільного атома, яким може бути, наприклад, кисень, азот або вуглець, а сусідній атом вуглецю з кетену приєднується до атома вуглецю, який приєднаний до нуклеофільного атома, утворюючи 4-членний цикл. Одним з прикладів циклоприєднання є димеризація кетену, де нуклеофілом є атом кисню, який приєднується до карбонільного атому вуглецю з іншої молекули кетену, а карбонільний атом вуглецю з першої молекули приєднується до іншого атома вуглецю з другої. Димеризація етенону:
Іншим прикладом є приєднання до імінів з утворенням β-лактамів, де нуклеофілом є атом азоту:
Кетокетени реагують з киснем, утворюючи вибухонебезпечні пероксиди.

## Отримання

### Піролізом
Найпростіший кетен, етенон, синтезують піролізом ацетону або оцтової кислоти:

### З хлорангідридів
Одним з найголовніших способів отримання кетенів є відщеплення хлороводню від хлорангідридів карбонових кислот. Для цієї реакції потрібна основа. Зазвичай використовують триалкіламіни (наприклад, триетиламін), тому що вони, на відміну від багатьох інших основ, не реагують з кетеном. Також може бути застосовано гідрид натрію.

### З галогенангідридів галогенкарбонових кислот
Кетени також можна синтезувати дегалогенуванням галогенангідридів α-галогенкарбонових кислот.
Наприклад, при взаємодії бромангідриду бромоцтової кислоти з цинком утворюється етенон:
Аналогічно, при взаємодії бромангідриду 2-бром-2-метилпропанової кислоти з цинком в етилацетаті за температури кипіння розчинника утворюється диметилкетен. Вихід реакції становить 46—54 %.
{\displaystyle {\ce {(CH3)2CBrCOBr + Zn->(CH3)2CCO + ZnBr2}}}

### Перегрупування Вольфа
Перегрупування Вольфа — це перегрупування α-діазокетонів з відщепленням азоту, продуктом якого є кетени.

## Токсичність
Етенон дуже сильно подразнює дихальні шляхи, є дуже токсичним газом. Інші кетени мало досліджені, але вважається, що вони принаймні настільки ж токсичні як етенон.